# Station Bailleul
Station Bailleul is een spoorwegstation in de Franse gemeente Belle. Het wordt bediend door 3 lijnen van de TER-Nord-Pas-de-Calais in de richtingen Rijsel enerzijds en Hazebroek-Calais/Duinkerke anderzijds.
0,0: Waasten ·
3,9: Mesen ·
8,6: Nieuwkerke ·
Bailleul